# 比德韋爾 (密蘇里州)
比德韋爾（英語：Bidwell），又名帕特洛（Partlow），是位於美國密蘇里州拉克利德縣的非建制地區。

## 歷史
比德韋爾（名為帕特洛）的郵局於1886年設立，1895年更名，其後於1915年停運。

## 地理
比德韋爾所處的海拔為高於海平面305米（即1001英呎），而該地所採用的時區為UTC-6，即北美中部時區（CST）。同時該地設有夏令時間，為UTC-6調快一小時，即UTC-5（CDT）。